# Johann Hommel
Johann Hommel, nemški astronom in matematik, * 1518, † 1562.
Po njem se imenuje Hommlov krater na Luni.